# Camilla Hersom
Camilla Hersom (født 11. juli 1971 i København) er en dansk cand.scient.pol., tidligere formand for Forbrugerrådet og tidligere medlem af Folketinget valgt for Det Radikale Venstre i Middelfartkredsen.

## Baggrund og politisk karriere
Hersom blev student fra Næstved Gymnasium i 1990, master i europæiske studier fra Cambridge University i 1997 og cand.scient.pol. fra Københavns Universitet i 1999.
Som nyuddannet blev hun ansat som fuldmægtig i Erhvervsfremmestyrelsen, hvor hun var frem til 2000. Her blev hun ansat i Finansministeriet, først som fuldmægtig, senere specialkonsulent. Siden 2006 har hun været formand for Forbrugerrådet. Hun har desuden fungeret som ekstern lektor i offentlig forvaltning ved Københavns Universitet siden 2006.
Hun begyndte sit politiske engagement i Radikal Ungdom i 1992 og blev senere medlem af Det Radikale Venstre, hvor hun blandt andet har været hovedbestyrelses- og forretningsudvalgsmedlem. I 2004 stillede hun også op til Europa-Parlamentet for partiet, og blev førstesuppleant. Hun takkede dog nej til at indtræde i parlamentet, da Anders Samuelsen i november 2007 blev valgt til Folketinget for Ny Alliance og derfor nedlagde sit mandat. Hersom var opstillet til Folketinget i Ringstedkredsen 2005-2006. I januar 2008 blev hun atter opstillet; denne gang af Middelfartkredsen, der havde haft en radikal repræsentant i tinget siden partiets stiftelse. Hun var medlem af Folketinget fra 2011 og indtil valget i 2015.
Camilla Hersom blev i april 2016 formand for Danske Patienter efter Lars Engberg. Hun er desuden tiltrådt som bestyrelsesformand i Videnscenter for Brugerinddragelse i Sundhedsvæsenet, ViB